# Samostan Tango
Samostan Tango je budistični samostan, ki stoji 14 kilometrov severno od glavnega mesta Thimphu v Butanu, v bližini gorovja Čeri. Ustanovil jo je Phajo Drugom Zhigpo (1184? - 1251?) v 13. stoletju in ga je v sedanji obliki zgradil Tenzin Rabgye, 4. časovni vladar leta 1688.   Leta 1616 je tibetanski lama šabdrung Ngavang Namgjal meditiral v njegovi jami. V samostanu je samoizrazna oblika jeznega Hayagriva. Spada v šolo budizma sekte Drukpa (sekta Rdečih kap), šole Kagyu v Butanu. 

## Etimologija
Beseda tango v butanskem jeziku pomeni 'konjska glava'. To ime se ujema z glavnim božanstvom Hayagriva (lokalno ime Tandin), ki mu je posvečen samostan.

## Legenda in poklon
V skladu z lokalno legendo je lokacija tega samostana sveti kraj, kjer se je Avalokitešvara razkril kot »samoizrazna oblika jeznega Hayagriva«. Hayagriva, tudi Hayagreevo (IAST: hayagrīva, dobesedno 'konjski glava'), je konjski avatar Višnuja v hinduizmu. Lokacija je bila prerokovana v Tibetu. [5] Odobritev božanske narave tega kraja je opravil Ngawang Tenzin.
... V prostrani južni dolini je ta konjska glava kot čaitja (čorten), ki prihaja iz 33. nebes. Izpeljan je bil kot dragulj, ki izpolnjuje želje, iz palač Nag pod zemljo. Na tej zemlji stoji kot božanstvo. Trikotna mandala pod konjsko glavo kaže, da bo to mesto, ki bo pospešilo meditativne dosežke. Veličastna višina in prostor za konjsko glavo kažejo na veličino in slavo sekte Kargyupa. Pred seboj ima videz nabiranja dragocenih draguljev, ki simbolizirajo najboljšo uporabo neskončnih skritih zakladov. Sveti neskončni Vajrasana pade na desno in kaže na nesmrtnost moralno pravih ljudi. Na levi strani je reka, kot je Ganges, ki ima osem atributov, ki odražajo zadovoljstvo vseh plemenitih sinov dežele v dharmi. V njenem središču nepremagljiva Vajrasana predstavlja večnost Dharmakaye. Spodaj je dzong Kiphug nyima, simbol povečanja samadhija. Zgoraj je nadnaravni konj v vesolju, ki uteleša podrejanje treh čutnih svetov. Grob in strm hrib na desni pomeni podreditev junakov. Na levi se kaže, da je Mahešvara v moči Hayagriva, kar pomeni podreditev junakinj. V središču, sveto osamljeno mesto dakinij kaže na čistost in zaščito dharme. Silvatšel (hladen gaj) tempelj Mahakale spodaj simbolizira podrejanje vseh dharmapal. Zgornji del doline, ki jo drži Lhatsen, pomeni daritev siddhi jakšam. Spodnjo teraso platoja ščiti Mentsuen, ki prinaša dobre in obilne letine, bogastvo ljudi na kopnem pa kaže na obilo hrane. Spredaj meandri reke predstavljajo prostovoljne objave, listnato drevo gozdov pa odraža povečanje izkušenj. Veslanje opic služi jogijem kot tolažba. Vihar kril ptic na nebu jim navdihuje. Kot ena skala ima lahko tisoč ust, zato ima lahko tudi religija mnogoterne sekte, toda njena resničnost ali bistvo je združena v umu. Oh! kakšen čudovit kraj je! Samo zaslišanje njegovega imena je zadostna pokora za grehe. Posedovanje vere bo blagoslovilo enega. Ko ga vidimo, bo eden razsvetljen. Če prebivate v njem, boste dosegli nirvano. Tam bo zadovoljstvo in mir. Naj mir in sreča ovijeta ta kraj. 

## Zgodovina
Po mnenju lokalne legende Phajo Drugom Zhigpo, ki je zagovarjal nauk Dodeyne, ki je obiskal ta kraj v času svojega učnega poslanstva, je slišal sosedstvo konja, ki prihaja iz smeri Tanga. Hkrati je bil priča ognju v obliki boga Tandina (konjska glava ali Hayagriva). Božanstvo, ki se je pojavilo pred Zhigpo, je napovedalo, da je kraj namenjen gradnji samostana za meditacijo. Prerokba je omenila tudi, da se bo Zhigpo poročil z Dakini, Khando Sonamom Peldonom in ustanovil šolo budizma Kagju v Butanu. Najzgodnejša zgodovina na tem mestu je bila, ko je guru Rinpoče ob obisku mesta v 8. stoletju določil kraj, ki predstavlja Hayagrivo ali konjsko glavo. Šele leta 1222 je mesto spet dobilo priznanje, ko je Phajo Drugom Zhigpo, zagovornik šole budizma Kagju, priča klifu v obliki boga Tandina (konjska glava) ali Hayagriva.
Šabdrung Ngawang Namgyal se je iz Tibeta preselil v Butan leta 1616, ko je bil star 23 let, ne samo na zahtevo Palja Jejayja Genpa, ampak tudi zaradi spora z Tibetom z Deb Tsangpo; Namgyel je pripadal ugledni liniji Tsangpa Jarey v Tibetu in je bil krščen z imenom Drukpa Rinpoče Ngawang Tenzin Nampar Gjelva Džigme Drak Pai Dej in je od mladosti dobil ime in slavo kot razsvetljen pridigar dharme. Ko je potoval v Butan na pridigarsko misijo, ga je napadla tibetanska vojska (ki jo je poslal njegov sovražnik Deb Tsangpa). Vendar je zaradi svojih sposobnosti na področju tantrične umetnosti obvladal svoje sovražnike in končno odšel meditirat v jame samostana Tango; samostan mu je ponudil Tshewang Tenzing iz Dordena (zdaj Dodena). Globoko je meditiral in izvajal tantrični ritual Gempo. S temi duhovnimi močmi je šabdrung povzročil propad dinastije Deb Tsangpa v Tibetu. Posledično je to zmago praznoval s pisanjem svojih dosežkov s sestavljanjem »Nga Chudugma ali Moj šestnajst dosežkov«.
Po zmagi je šabdrung Ngawang Namgyal sprejel naziv Dujom Dordžee, utrdil svojo moč in izdal šestnajst načel. Preimenoval je jamski samostan kot Duduel Phug in se nato vrnil v jamo za nadaljnjo meditacijo. Vendar so jamo napadli sovražniki s pomočjo tantričnih sil. Uničili so skalo v jamah, kar je povzročilo blokado jame z ogromnim balvanom (velikosti jaka), ki ga je božja previdnost ustavila, ko bi ubil Namgyala, saj je rečeno, da je »balvan zgrešil Zamdrungovo glavo za centimeter«. Njegovi privrženci so razumeli preživetje Zamdrunga kot čudež. V tem obdobju je umrl Namgyalov oče Tenpai Nima in Namgyal je pripeljal očetovo telo v jamo in ga tu kremiral. Potem, leta 1620, je Namgyal zgradil samostan Čari in Duduel čorten v spomin na svojega očeta; stavbo so zgradili usposobljeni mizarji, pripeljani iz Nepala.
Gyalse Tenzin Rabgye, sin Tšewvng Tenzina in Damchoe Tenzima (hči lame Chang Gangkha), rojen leta 1638, je prejel verska navodila že zelo mlad, v tradiciji Drukpa, šole Kargju od šabdrunga in njegovega učitelja Damčoeja Gjeltšeja in je bil zelo usposobljen v tradiciji, ko se je povzpel na prestol Desija v starosti 31 let. Prav tako je postal četrti Desi v starosti 43 let. Kot 4. časovni vladar je verodostojno vladal državi v skladu z določenimi duhovnimi in časovnimi zakoni. Samostan Tango je zgradil v sedanji obliki leta 1688/1689. Zgrajen z 12 vogali, ima tri nadstropni osrednji stolp. V 18. in 19. stoletju so ga razširili. V poznem 19. stoletju je šabdrung Džigmre Čoegjal namestil zlato streho. Leta 1966 je 64. rJe Khenpo Džamjang Ješej Sengjel skupaj s svojo kraljevsko babico Ashi Phuntšog Čodon ponovno začel Šajdra šolo budističnih študij. Leta 1977 je njeno veličanstvo kraljica mati Ashi Kesang Vangčuk obnovila samostan v zelo elegantno strukturo v nasprotju z originalom. Samostan je bil ponovno obnovljen sredi 1990-ih in je trenutno rezidenca 7. Tri Rinpočeja, mlada inkarnacija Tenzina Rabgjeja. Danes deluje kot samostanska šola višje stopnje.

## Arhitektura
Samostan Tango je zgrajen v dzong slogu in ima značilno ukrivljeno (polkrožno) zunanjo steno in viden glavni stolp z nišami. Pokriva jame, kjer so prvotno meditirali in izvajali čudeže svetniki od 12. stoletja naprej.  Za serijo molilnih koles so gravirani skrilavci. V notranjosti dvorišča je galerija, ki ilustrira voditelje družine Drukpa, šole Kagju.
Jame
Jame, prvotno mesto, preden je bila zgrajena samostanska zgradba, so tam, kjer so med 12. stoletjem meditirali svetniki. Skala, ki je označena kot 'konjska glava' ali 'Hayagriva', je sestavni del skalne jame. Jame so oblikovane na dveh ravneh - spodnje in zgornje jame s samooblikovanim skrivnim centralnim prehodom. Osrednja kaverna je razglašena za »votlino dakinij, ki vsebuje trikotne rdeče in črne barve in naraven božji dvorec«.
Skale na različnih ravneh kažejo samo-manifestirane figure sonca, lune in demona Matramrutre. Druge božanske oblike, ki izhajajo iz jame, so sestavljene iz: Pal-khorlo-dompa (bogovi Šri Čakrasambare, ki so jih videli celo zdaj); dolg kaverniški prehod v kleti, ki med hojo skozi razlikuje med dobrim in zlim; izstopajoča skalna stena v obliki Hayagriva, ki je neposredno obrnjena v dolino in označuje Abhicaryo v divjih oblikah; tempelj Hayagriva na nižji ravni; kristalne podobe zavetniških božanstev; triobraznega Hayagriva (odkril ga je Ngawang Tenzin); bič, ki vsebuje kombinirane molitve; kamnita plošča z odtisom dakinij (najmlajša hči Ngawang Tenzina); tempelj štirih predanih Mahakala v zgornji jami, ki jo je ustvaril šabdrung, nevarna jama na dnu - primerno mesto za puščavnike in veliko sandalovo drevo, ki ga je Phajo Drukgom zasadil s palico, ki jo je zasadil prerok, da bo »to središče, iz katerega se bo širila doktrina Drukpa Kargyud«. V bližini so čorten, kjer je umrla Khando Sonam Peldon. Vse njene stvari so zaprte v čortenu. Tandin Nye, tempelj, ki ga je zgradil Phajo po svoji meditaciji, je tudi tukaj.
Samostan / tempelj
Samostan je nastal pod vodstvom Gyalse Tenzin Rabgyeina v kratkem obdobju dveh mesecev. V bistvu ima samostan šest templjev in sicer Trulku lhakhang, Longku lhakhang, Choeku lhakhang, Guru lhakhang, Namsey Lhakhang in Gonkhang (notranja kapela, namenjena božanstvu).
V pritličju v Tulku lhakhangu je tempelj Trulkuja, kjer je glavno božanstvo Buda iz zlata in bakra. Kip Bude je trikrat višji od človeka. Kipar tega kipa je bil znameniti Panchen Deva iz Nepala. Med glavnim božanstvom so glineni Bude Dipankara, ki so izločeni iz medicinskih kovin in kip Maitreja (dvakrat višji od človeka). Kipi 8 velikih duhovnih sinov Bude (Jang Sem Nye Wai, Chen Gyad (Jamyang), Chador, Chenrizig (Avalokitešvara), Namkhai Nyingpo (Akašagarba), Dripa Namsel, Saye Nyingpo, Jamba in Jampel Zhenu Jurpa ) so tudi tukaj. Ti kipi naj bi bili delo obrtnikov Trulku Dzinga in Druk Chophela. Drugi predmeti čaščenja v samostanu so kamen z jasnim odtisom Jetsuen Tenzinma, hčerke Ngawang Tenzina in tudi kamniti vtisi jahalnih konj, koz in ovac. Zlat ključ, ki ga je odkril Ngawang Tenzin v obliki konjske glave, je zelo čaščen. Še en sosednji tempelj, Gonkhang, je posvečen štirirokemu Mahakala (Pel Yeshey Gonpo, zaščitnemu božanstvu), ki drži lobanjo v eni roki; lobanja naj bi bila tibetanski kralj Thrisong Detsan.
V drugem nadstropju je v Longku lhakhangu nameščen kip Avalokitešvara - Buda sočutja - ki ga je izdelal Panchen Deva iz Nepala. V tem nadstropju so tudi tempelj guruja Rinpočeja in palača Namse.  Obstaja tudi Namsey lhakhang, kjer se kip Namseyja (Vaisrajana - bog bogastva).
V tretjem nadstropju so templji Dharmakaye in zlati in bakreni kip Bude Amitayusa (ki ga je izdelal Panchen Deva). Budino podobo spremlja kip šabdrung Ngawang Namgyala in glinena figura v naravni velikosti, narejena z zdravilnimi kovinami Gyalse Tenzin Rabgye. Spalnica Gyalse Tenzin Rabgye je na desni strani templjev. V središču te sobe je slika guruja Rinpočeja (ki se je pojavil v viziji Tenzina Rabgyeja). Drugi objekt, ki ga vidimo tukaj, vključuje Kargyud Serthreng. Druge slike so narejene z zdravilnimi kovinami, vse slike pa so pripisane kiparju Trulkuju Dzingu. Na slikah, ki jih vidimo na stenah, so tu jokajoče podobe. Prikaz jokanja je izraz žalosti ob smrti Gyalseja Tenzina Rabgyeja, starega 59 let. Na voljo je tudi avtoportret - slika Trulku Jampel Yamtshoja. Stenske slike so vidne na vseh treh nadstropjih samostana.
Na sredi dvorišča, nasproti osrednjega stolpa, je naravni vodnjak. Čaitja, znana kot Jangchub čorten ali Kudung čorten, zgrajena s pepelom Gyalse Tenzin Rabgye, je med dzongom in samostanom.

## Festival
Yarney ('Yar' pomeni 'poletje' in 'Ney' pomeni 'ostati') predstavlja čas menihov poletnega umika in je pomemben vsakoletni festival, ki poteka v tem samostanu. Festival se je začel leta 1967 in se začne s 15. dnem šestega meseca butanskega koledarja in se zaključi na 30. dan sedmega meseca, kar ustreza avgustu / septembru v gregorijanskem koledarju. V tem obdobju, ki traja en mesec in pol, menihi dajejo posebne zaobljube in spoštujejo najstrožjo samostansko disciplino. Obrede menihi izvajajo v obliki posebnih oblačil v rumeni barvi, pojejo pesmi molitev pred jedjo in po njej (jedo iz posode za prosjačenje), opustijo popoldanski obrok, ne zapustijo območja samostana in se ne vključujejo v vse vrste zabave na počitnice; za takšno spoštovanje velja, da zbirajo velike zasluge. V tem obdobju običajni ljudje menihom darujejo hrano.